# Звёздный десант 3: Мародёр
«Звёздный деса́нт 3: Мародёр» (англ. Starship Troopers 3: Marauder, также известный как ST3) — фантастический фильм, сценаристом и режиссёром которого является Эдвард Ноймайер. Фильм является продолжением фильмов «Звёздный десант» и «Звёздный десант 2: Герой Федерации». Главную роль в фильме сыграл Каспер Ван Дин. Фильм вышел сразу на DVD. Первый показ фильма состоялся 19 июля 2008 года. Производство фильма началось в мае 2007 года, основные съёмки проходили в ЮАР.

## Сюжет
Война против арахнидов продолжается уже несколько лет. Население Федерации начинает проявлять недовольство политикой правительства. Несмотря на то, что на территории Федерации религия официально запрещена, начинают появляться группы верующих.
Джон Рико (Каспер Ван Дин) уже находится в звании полковника и является командиром опорной базы на планете Року-Сан, входящей в состав внешнего кольца и являющейся стратегически важным форпостом сил Федерации в войне с жуками. Кроме того, планета заселена поселенцами-фермерами, которые неохотно содействуют властям, постоянно противодействуя военнослужащим.
Жуки не могут проникнуть на охраняемый периметр баз Федерации благодаря оборонительным сооружениям, включающим в себя заборы с высоковольтными щитами. На осаждённую базу прибывает Маршал космических войск Федерации Омар Аноки (Стефен Хоган), которого сопровождают давние боевые товарищи Джона Рико — генерал военной разведки Дикс (Борис Коджо) и капитан космического крейсера Лола Бэк (Джолин Блэлок).
В ходе банкета Рико высказывает своё отрицательное отношение к политике правительства, и за это отстраняется Диксом от командования. Однако в этот момент происходит отключение систем обороны, и арахниды врываются на территорию базы. Рико принимает командование и руководит защитой аванпоста, однако получает ранение, и после окончания боя передаётся в военный трибунал, приговаривающий его к повешению.
Во время боя Маршал Федерации эвакуируется вместе с отрядом «Мобильной пехоты», и на десантном боте доставляется на крейсер, находящийся на орбите. На обратном пути со сражающейся планеты корабль Омара Аноке сбивают в гиперпространстве, тем самым вынуждая экипаж покинуть корабль и на спасательных ботах совершить посадку в карантинной зоне на неизвестной ранее планете «OM-1», населённой арахнидами.
Посадка происходит на побережье, но из-за угрозы арахнидов выжившие покидают место посадки с целью воссоединения с подразделением корабельной «Мобильной пехоты». В ходе перехода большая часть выживших погибает в ловушках, расставленных ранее неизвестным видом жука — «Супермозгом». Добравшись до десантного бота «Мобильной пехоты», выжившие понимают, что десантники погибли во время отстыковки от крейсера.
Одновременно с этим выясняется, что Маршал Федерации является предателем — его сознание затуманено жуком-мозгом. Военные планы жуков были завуалированы новой религией, центром которой являлось «Единое божество», создавшее всё и вся во Вселенной. По плану арахнидов, жук-мозг специально сдался землянам в первом фильме, чтобы загипнотизировать высшее руководство Федерации.
Маршал Федерации, поддавшись гипнотическому внушению, специально прибыл в расположение гарнизона под командованием Рико и отключил систему защиты. Крушение корабля также было частью его плана, так как капитан корабля располагал сведениями о местонахождении военно-космической базы Федерации «Святилище», известными лишь избранным пилотам.
Получив информацию, генерал разведки инициировал секретную военную программу «Мародёр», для чего тайно амнистировал Джона Рико, уже находящегося на эшафоте. После недолгих объяснений Джон Рико согласился на проведение спасательно-разведывательной операции в тылу врага. Вместе с Рико в спецоперацию отправились ещё шесть представителей Звёздных десантников.
«Супермозг» являет себя перед выжившими, и маршал предлагает принести в жертву двух женщин, передать сведения о местонахождении войск и флота и заключить мир с жуками. Однако «Супермозг» убивает маршала и высасывает его мозг.
Отряд «Мародёров» спускается с небес и наносит точечный ракетный удар по «Супермозгу», вынуждая того скрыться под землей, после чего «Мародёры» принимают бой с арахнидами. Зачистив территорию, Джон Рико спускается к выжившим.
Прибывший в район планеты ОМ-1 федеральный флот вместо наземной операции наносит удар мегабомбой, которая разносит планету на астероиды.
В конце фильма, дабы успокоить гражданское население и федеральных служащих, Федеральное правительство признает христианство официальной религией на всей территории Федерации.

## Комментарии Каспера Ван Дина до выхода фильма
На официальных форумах своего сайта Каспер Ван Дин сообщил, что в первоначальном виде сценарий назывался «Устрашающий» (англ. Awesome). Он заявил, что Эд Ноймайер работает над бюджетом, и что по поводу этого проекта они будут вести переговоры с Sony. Он заявил, что, по сценарию, Джон Рико был повышен до полковника, и что в сценарии присутствует «главный жучиный злодей» (англ. «main villain bug»), похожий на Жук Мозг (англ. Brain Bug) из первого фильма. 19 июля 2006 года Ван Дин объявил, что съёмки начнутся не ранее, чем в ноябре 2006 года или начале 2007-го. Используя свой аккаунт на MySpace, Ван Дин также сообщил, что в качестве мест для съёмок фильма рассматриваются ЮАР, Марокко, Юта и Канада, а сценарист фильмов «Звёздный десант» и «Звёздный десант 2: Герой Федерации», будет режиссёром, сказав при этом: «Время Эду стать за камеру» (англ. «It is about time Ed got behind the camera»). Это будет режиссёрский дебют Ноймайера.

## В ролях
| Актёр             | Роль                  |
| ----------------- | --------------------- |
| Каспер Ван Дин    | полковник Джонни Рико |
| Джолин Блэлок     | капитан Лола Бэк      |
| Стефен Хоган      | маршал Омар Анок      |
| Борис Коджо       | генерал Дикс Хаузер   |
| Аманда Донохью    | адмирал Энола Фид     |
| Марнетт Пэттерсон | Холли Литтл           |
| Гарт Брейтенбач   | Слаг Скиннер          |
| Таня Ван Граан    | сержант А. Сандей     |
| Энтони Бишоп      | капитан Ри            |